# 潮騒 (遊佐未森のアルバム)
『潮騒』（しおさい）は、遊佐未森の20枚目のオリジナルアルバム。
2021年6月23日にヤマハミュージックコミュニケーションズ からBD付初回限定盤（YCCW-10388/B）、通常盤（YCCW-10389）の2形態で発売された。

## 概要
前作のオリジナルアルバム『せせらぎ』から5年後に発売された。
外間隆史が17年ぶりに共同プロデューサーとして起用されている。
編曲を大口俊輔、ミキシング・マスタリングをカラム・マルコムが務めた。

## 収録曲
CD
特記以外　作詞・作曲：遊佐未森　編曲：大口俊輔・遊佐未森・外間隆史
1. 潮騒
2. 雲の時間
3. Silent Moon
4. I Still See
作詞・作曲：外間隆史
5. ルイーズと黒猫
6. BALCONY
作詞・作曲：外間隆史
7. 鼓動
8. さゆ
編曲：遊佐未森・外間隆史
9. 夢みる季節 タルトタタン
10. 空をみてきみをみて
11. 朝露ノ歌

特典Blu-ray
1. 空をみてきみをみて [NEW VOCAL MIX]
2. ルイーズと黒猫 [NEW VOCAL MIX]
3. Silent Moon [NEW RECORDING MIX]
4. 『潮騒フィルム』レコーディング・ドキュメンタリー 2020～2021